# Mason C. Darling
Mason Cook Darling (Amherst, 18 de mayo de 1801 - Chicago, 12 de marzo de 1866) fue un médico y político estadounidense. Fue miembro de la primera delegación de Wisconsin a la Cámara de Representantes de los Estados Unidos después de la estadidad (1848-1849) y fue el primer alcalde de Fond du Lac, Wisconsin.

## Primeros años
Nacido en Amherst, Massachusetts Darling asistió a las escuelas públicas. Enseñó en la escuela en el Estado de Nueva York. Estudió medicina. Se graduó en el Berkshire Medical College en 1824 y ejerció la medicina durante trece años. Se mudó al Territorio de Wisconsin en 1837 y fue uno de los colonos originales de Fond du Lac en 1838.

## Carrera
Mason sirvió en la Cámara de Representantes de Massachusetts desde la ciudad de Greenwich en el Condado de Hampshire, Massachusetts en 1834 antes de mudarse al Territorio de Wisconsin. Se desempeñó como miembro de la Asamblea Legislativa Territorial 1840-1846 y como miembro del Consejo Territorial en 1847 y 1848. Tras la admisión de Wisconsin como Estado en la Unión, Darling fue elegido demócrata en el Trigésimo Congreso. Representó al segundo distrito congresional recién creado de Wisconsin y sirvió desde el 9 de junio de 1848 hasta el 3 de marzo de 1849. No fue candidato a la re-nominación en 1848 al Trigésimo primer Congreso, y fue sucedido por Orasmus Cole, un Whig. Fue elegido primer alcalde de Fond du Lac en 1852.

## Vida personal
En 1848, su hija Helen se casó con John A. Eastman. Darling fundó Fond du Lac Lodge 26 Freemasons en 1849, y se desempeñó como su primer maestro. Reanudó la práctica de la medicina y fue comerciante de bienes raíces en Fond du Lac hasta 1864, cuando se mudó a Chicago, al mismo tiempo que los Eastman.
Falleció en Chicago el 12 de marzo de 1866, y fue enterrado en el cementerio de Rienzi de Fond du Lac, Wisconsin.